# أولاف هانسن
أولاف هانسن (بالنرويجية البوكمول: Olaf Hansen)‏ (11 أكتوبر 1906 - 30 أكتوبر 1986) هو ملاكم نرويجي، صنّف ضمن فئة وزن الريشة ‏. شارك في الألعاب الأولمبية الصيفية 1924.

## وصلات خارجية
- أولاف هانسن على موقع أوليمبيديا (الإنجليزية)